# Локални херој
Локални херој (енгл. Local Hero) је британски хумористичко-драмски филм из 1983. године, режисера и сценаристе Била Форсајта, у коме главне улоге тумаче Питер Ригерт, Питер Капалди, Денис Лосон, Фултон Макај и Берт Ланкастер. У продукцији Дејвида Патнама, филм говори о представнику америчке нафтне компаније који је послат у фиктивно село Фернес на западној обали Шкотске да купи место и околне поседе за своју компанију. За свој рад на филму, Форсајт је 1984. освојио награду БАФТА за најбољу режију.
Сценска мјузикл адаптација филма премијерно је приказана 2019. године. Исте године у септембру је објављен DVD/Blu-ray издање филма.

## Радња
„Мек” Мекинтајер је типичан извршни директор који ради за компанију Knox Oil and Gas у Хјустону, Тексас. Ексцентрични шеф компаније, Феликс Хапер, шаље га (углавном зато што његово презиме звучи шкотско) да купи Фернес, село у Шкотској, како би направио места за рафинерију. Мек (који је заправо мађарског порекла) помало се плаши свог задатка, жалећи се колеги да би радије обављао послове преко телефона и телекса. Хапер, страствени астроном аматер, каже Меку да ноћу гледа у небо и да га хитно обавести ако види нешто необично.
По доласку у Шкотску, Мек се удружује са локалним представником компаније, Денијем Олдсеном. Током посете истраживачком центру компаније у Абердину, др Гедес и његов помоћник Ват их информишу о обиму планова компаније, који подразумевају изградњу рафинерије на месту Фернеса. Они такође упознају (и постају опчињени) поморску истраживачицу, Марину.
Мек на крају проводи неколико недеља у Фернессу, постепено се прилагођавајући на спорији ритам живота и упознајући ексцентричне мештане, пре свега власника хотела и рачуновођу Гордона Уркхарта и његову супругу Стелу. Како време пролази, Мек постаје све конфликтнији док притиска да закључи договор који ће угасити чудно мало село које је заволео. Међутим, иако он то не зна, сељани су уморни од свог тешког живота и више су него жељни продаје своје имовине, иако глуме равнодушност да би изнудили већу понуду. Мек добија охрабрење са мало вероватног извора: Виктора, капиталистичког совјетског капетана рибарског брода који повремено посећује своје пријатеље у Фернесу (и проверава свој инвестициони портфељ, којим управља Гордон).
У међувремену, Дени се спријатељи с Марином, која стиче утисак да компанија планира да изгради истраживачки центар у Фернесу. Током једног састанка, он открива да Марина, за коју се чини да више времена проводи у води него на копну, има пливајућу кожу на ножним прстима. Док посматра сиве фоке, Дени помиње да су морнари некада веровали да су сирене. Марина му каже да морнари нису били у праву.
Како се посао ближи крају, Гордон открива да Бен Нокс, старац који живи у бараци на обали, поседује плажу коју је стотинама година раније господар острва поклонио његовом претку. Мек покушава све да намами Бена да је прода, чак нуди довољно новца да купи било коју другу плажу на свету, али власник је задовољан оним што има. Бен узима шаку песка и нуди да прода плажу по цени од једне фунте за свако зрнце које држи. Сумњичави Мек одбија, након чега му Бен говори да у руци није могао да држи више од десет хиљада зрнаца.
Хапер коначно стиже на лице места, баш на време да несвесно спречи потенцијалну конфронтацију између мештана и Бена. Када га Мек обавести о проблему у поступку, он одлучује да лично преговара са Беном и том приликом открива да њих двојица имају много тога заједничког. Хапер одлучује да лоцира рафинерију на мору и уместо ње крај села да изгради астрономску опсерваторију. Он шаље Мека кући да имплементира промене. Дени спомиње Маринин сан о океанографском истраживачком центру и предлаже да се два планирана пројекта комбинују у „Хапер институт”; Хаперу се свиђа ова идеја. Натмурени Мек се враћа у свој стан у Хјустону. Из џепа вади каменчиће и шкољке и поставља их по радној површини. Локална телефонска говорница у Фернесу почиње да звони.

## Улоге
| Глумац             | Улога               |
| ------------------ | ------------------- |
| Питер Ригерт       | „Мек” Мекинтајер    |
| Берт Ланкастер     | Феликс Хапер        |
| Фултон Макај       | Бен Нокс            |
| Денис Лосон        | Гордон Уркхарт      |
| Норман Чансер      | Мориц               |
| Питер Капалди      | Дени Олдсен         |
| Рики Фултон        | Гедес               |
| Алекс Нортон       | Ват                 |
| Џени Сигров        | Марина              |
| Џенифер Блек       | Стела Уркхарт       |
| Кристофер Розицки  | Виктор              |
| Гјербор Асанте     | свештеник Макферсон |
| Џон Гордон Синклер | Рики                |
| Керолајн Гутри     | Полин               |
| Џон М. Џексон      | Кал                 |

## Продукција

### Развој
Када се продуцент Давид Патнам обратио својим редовним спонзорима, компанијама Warner Bros. и Goldcrest Films, да финансирају филм, оне су га у почетку одбиле. Када је Патнам освојио награду БАФТА за Ватрене кочије 1982. ово је убедило руководиоце Goldcrest-а да финансирају цео филм. Warner Bros. је пристао да плати 1,5 милиона долара за права приказивања у САД.

### Кастинг
Патнам је одувек желео да Берт Ланкастер игра Хапера, али се кастинг показао проблематичним јер је холивудска звезда желела плату од 2 милиона долара, што је била скоро трећина целокупног буџета филма. Међутим, након што је сазнао за Ланкастерово потенцијално учешће у пројекту, Warner Bros. је понудио Патнаму уговор о дистрибуцији у САД и осигурао додатна средства за обезбеђивање Ланкастера. После преговора, Патнам је на крају имао додатних 200.000 долара у буџету филма. Касније је у једном интервјуу изјавио да „велике звезде нису обавеза, оне су имовина!”.
Бил Форсајт је желео Мајкла Дагласа или Хенрија Винклера за улогу Мекинтајера (која је на крају припала Питеру Ригерту).

### Снимање
Филм је сниман на неколико локација широм Шкотске. Већина сцена из села Фернес снимљена је у Пенану на обали Абердиншира, а већина сцена на плажи у Морару и Арисејгу на западној обали Шкотске.

## Пријем

### Зарада
Филм је зарадио 5.895.761 долар током биоскопске дистрибуције у Сједињеним Државама. Дистрибутерима је зарадио бруто 487.437 фунти у Уједињеном Краљевству.
Goldcrest Films је уложио 2.551.000 фунти у филм и зарадио 3.290.000 фунти, чиме је остварио профит од 739.000 фунти.

### Критике
У својој рецензији за Chicago Sun-Times, Роџер Иберт је филму дао четири од четири звездице, назвавши га „малим филмом који треба ценити”. Посебно је похвалио редитеља и сценаристу Била Форсајта због његових приповедачких способности:
Оно што чини да овај материјал заиста функционише је уздржани приступ редитеља-сценаристе, Била Форсајта, који је такође снимио шармантну Грегоријеву девојку и има стрпљења да дозволи да се његови ликови постепено откривају камери. Никада не жури, а као резултат тога, Локални херој се никада не вуче: ништа није више упијајуће од људских личности, развијених с љубављу и хумором. Неки од исхода у овом филму су лукави и суптилни, а други изазивају велики смех. Форсајтове велике сцене су његове мале, укључујући искрени, вискијем натопљени разговор између Американца и гостионичара, и сцену у којој посетиоци шетају плажом и причају о смислу живота. У време када се Барт Ланкастер поново појави на крају филма, да лично води преговоре са старим Беном, Локални херој тешко да би могао да има било шта осим срећног краја.
Џејмс Берардинели дао је филму три и по звездице од четири, назвавши га „фрагментом кинематографског хира — генијалном драмском комедијом која пркоси и нашим очекивањима и очекивањима ликова”. Берардинели се такође фокусирао на Форсајтове способности као приповедача, напомињући да редитељ „проналази савршен тон за ову не баш бајковиту радњу у чудном приморском шкотском селу по имену Фернес. Убризгавањем мало (али не превише) магичног реализма у мешавину, Форсајт своју про-еколошку поруку доводи до те мере да они који је не траже можда неће бити свесни њеног присуства.” Берардинели је закључио да Локални херој представља „најбољу врсту лагане хране: филм који нуди супстанцу уз иначе пенасто и незахтевно главно јело”.
Џенет Маслин написала је за The New York Times: „Праве бајке су ретке; као и снимање филмова који су потпуно оригинални на ненаметљив начин. Чудни разоружавајући Локални херој Била Форсајта је обоје.” Маслин је закључио:
Локални херој је смешан филм, али је прикладнији да изазове церекање него ударање по коленима. Попут Грегоријеве девојке, демонстрира необичну способност господина Форсајта да учини да публика осети да се нешто магично дешава, чак и ако то нешто није лако објаснити.
У часопису Variety, филмски критичар Тод Макарти написао је: „Након што је привукао међународну пажњу својим неочекиваним хитом, Грегоријева девојка, шкотски сценариста и редитељ Бил Форсајт је разбио проклетство другог филма на једини начин на који је могао, тако што је направио још бољи филм. С обзиром на веће платно, редитељ Форсајт ни на који начин није покушао да прегази себе или материјал, држећи ствари скромним и интимним током целог дела, али показујући веома акутни осећај комичног увида.”
Алмар Хафлидасон је за BBC Home назвао Локалног хероја „поквареним филмом који полако клизи под кожу до изненађујућег ефекта”. Хафлидасон закључује: „Једном се врати расположење филма и развија се чежња да се поново посете ликови ове топле и варљиво благе комедије.”
За Movie Gazette, Гери Пантон је описао филм као „магичну, интелигентну комедију”. Пантон је похвалио фотографију као „на мало невероватне” и тврдио је да је Локални херој „најбоље дело Била Форсајта, ово је савршен филм.”
Током своје председничке кампање 2000. године, потпредседник САД Ал Гор рекао је у интервјуу Опри Винфри да је Локални херој његов омиљени филм.
На сајту Rotten Tomatoes, филм има рејтинг одобравања од 100% на основу 40 рецензија, са просечном оценом од 8,80/10. Консензус сајта гласи: „Као шармантно скромна студија ликова коју је оживела изузетно талентована глумачка екипа, Локални херој је колико духовит толико и дирљив”. На сајту Metacritic, филм има оцену 82 од 100, на основу рецензија 15 критичара.
Неки шкотски критичари су били мање одушевљени филмом, истичући да је обновио и ојачао давно успостављене кинематографске представе Шкотске и Шкота и овековечио утешну, али погрешну причу о односу Шкотске са међународним капитализмом. Жене Глазгова и Филмски колектив довели су у питање шта су видели као мушки оријентисан наратив филма о невиности и моћи и маргиналним улогама које је доделио женама.

### Награде
| Награда                                         | Категорија                  | Номиновани     | Исход      |
| ----------------------------------------------- | --------------------------- | -------------- | ---------- |
| Награде БАФТА                                   | Најбољи филм                | Дејвид Патнам  | Номинација |
| Награде БАФТА                                   | Најбољи редитељ             | Бил Форсајт    | Освојено   |
| Награде БАФТА                                   | Најбољи споредни глумац     | Берт Ланкастер | Номинација |
| Награде БАФТА                                   | Најбољи оригинални сценарио | Бил Форсајт    | Номинација |
| Награде БАФТА                                   | Најбоља фотографија         | Крис Менгес    | Номинација |
| Награде БАФТА                                   | Најбоља монтажа             | Мајкл Бредсел  | Номинација |
| Награде БАФТА                                   | Најбоља филмска музика      | Марк Нопфлер   | Номинација |
| Награде Националног одбора за рецензију филмова | Топ десет филмова           | Локални херој  | Освојено   |
| Награде Националног друштва филмских критичара  | Најбољи сценарио            | Бил Форсајт    | Освојено   |
| Награде Удружења њујоршких филмских критичара   | Најбољи сценарио            | Бил Форсајт    | Освојено   |

## Наслеђе
Мала планета 7345 Хапер добила је име по Ланкастеровом лику у филму и његовој жељи да комета буде названа по њему.